# Ruy Carneiro
Ruy Manuel Carneiro Barbosa de Aça Belchior (Rio de Janeiro, 17 de agosto de 1970) é um administrador e político brasileiro, filiado ao Podemos (PODE).

## Biografia
Formado em Administração de Empresas pelo IPÊ, em João Pessoa, teve sua primeira atividade política ainda jovem, no Colégio Anglo-Americano, do Rio de Janeiro, onde presidiu o Grêmio EstudantilA história de sua família sempre foi intensa, com vários nomes em cargos públicos de destaque na história da Paraíba. Entre eles, estão o Senador Rui Carneiro e os deputados Janduhy Carneiro e Carneiro Arnaud.

## Carreira Política
Ruy Carneiro começou sua carreira no serviço público sendo eleito vereador de João Pessoa em 1992 como o terceiro mais votado, obtendo 1.858 votos, em 1996 foi reeleito com 4.006 votos. Consolidado como um dos vereadores mais atuantes de João Pessoa, Ruy Carneiro disputou, nas Eleições de 1998, uma vaga na Assembleia Legislativa da Paraíba, para assim ampliar suas ações para todo o Estado, sendo eleito pelo PMDB com 20.767 votos.
Em 2002, foi reeleito Deputado Estadual pelo PSDB com 33.648 votos, já em 2004 concorreu a prefeitura de João Pessoa, obtendo 103.108 votos (30,82%), porém, perdeu ainda no primeiro turno para Ricardo Coutinho (PT), que obteve 215.649 sufrágios. Dois anos depois, também pelo PSDB, foi reeleito Deputado Estadual, com 34.912 votos. 
Em 2010, buscou um mandato na Câmara dos Deputados e foi eleito com 108.644 votos, já em 2014, foi candidato à vice-Governador na chapa de Cássio Cunha Lima (PSDB), porém, a chapa foi derrotada por Ricardo Coutinho (PSB) no segundo turno.
Após um intervalo de 4 anos após o fim de seu mandato mais recente, Ruy volta a assumir o cargo de Deputado Federal, tendo sido eleito no pleito de 2018 com 61.259 votos e 4 anos depois, foi reeleito, dessa vez pelo PSC (atual Podemos) com 102.531 votos.
Em 2024 se lançou como candidato à Prefeitura de João Pessoa, porém, não avançou para o segundo turno, terminando em terceiro lugar com 69.712 votos (16,71%).

Também exerceu cargos no Poder Executivo como o de Secretário-Chefe da Casa Civil de João Pessoa e Secretário Estadual de Juventude, Esportes e Lazer. Ruy foi ainda presidente estadual do PSDB na Paraíba, entre os anos de 2015 a 2019. Exerceu ainda por duas vezes o cargo de Secretário-Chefe do Gabinete Civil de João Pessoa na gestão do ex-prefeito Cícero Lucena e Secretário Estadual de Juventude, Esportes e Lazer na gestão Cássio Cunha Lima.